# James of Saint George
Master James of Saint George, in italiano Maestro Giacomo di San Giorgio, in francese Maitre Jacques de Saint-Georges, in antico francese Mestre Jaks, e in latino Magistro Jacobo de Sancto Georgio (Saint-Prex, 1230 circa – 1309), è stato un maestro delle opere/architetto sabaudo, descritto dallo storico Marc Morris come «uno dei più grandi architetti del Medioevo europeo».

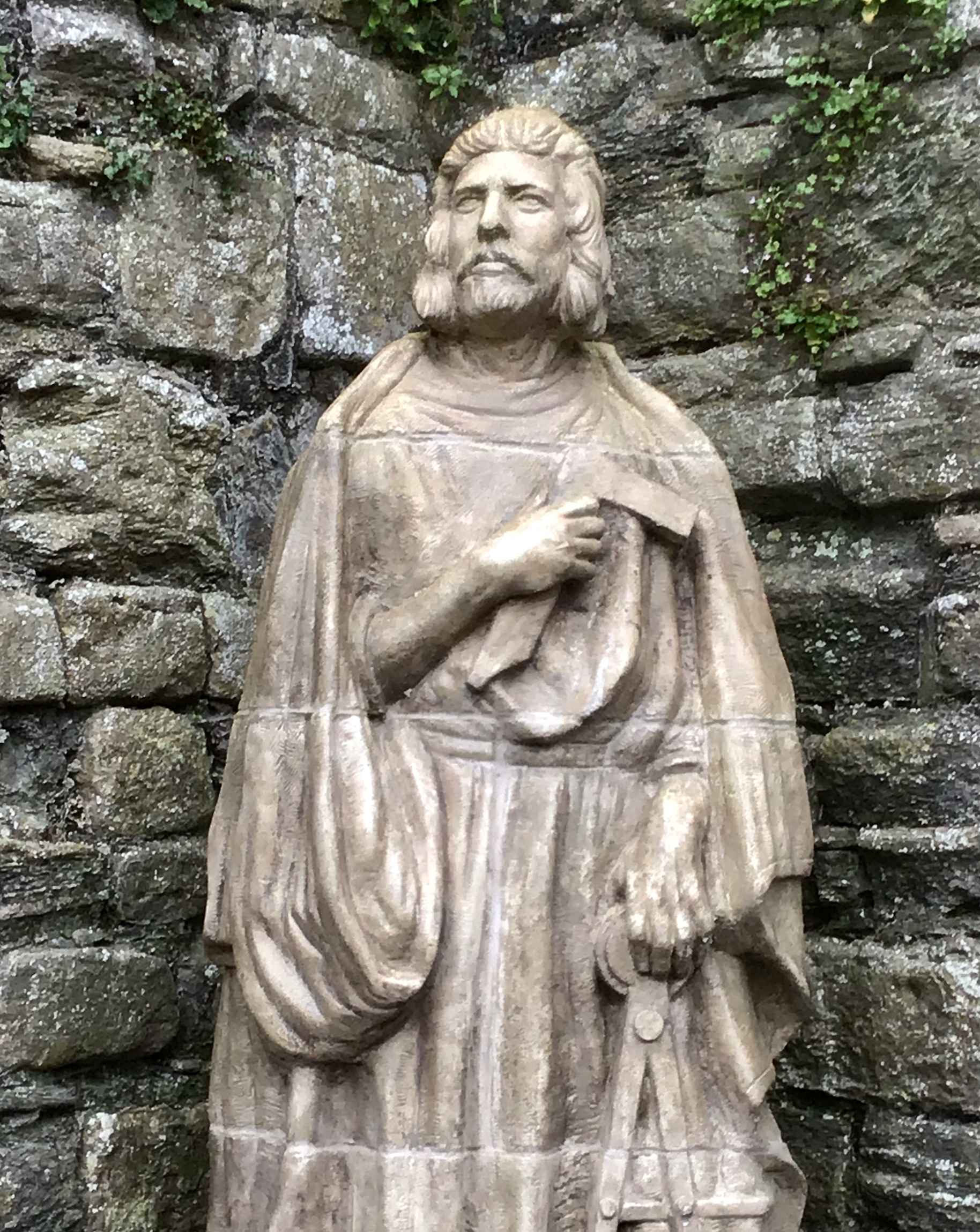
Statua del maestro James al castello di Beaumaris

Fu in gran parte responsabile della progettazione dei castelli di Edoardo I d'Inghilterra nel Galles del nord, inclusi quelli di Conwy, Harlech e Caernarfon (tutti iniziati nel 1283), e di quello di Beaumaris ad Anglesey (iniziato nel 1295).

## Biografia
Ci sono poche prove documentali certe dei primi anni di vita e dell'origine di James, tuttavia esistono prove circostanziate molto forti che sia nato a Saint-Prex intorno all'anno 1230. Si sa per certo che suo padre era anche lui un architetto muratore di nome John. Questa forte evidenza relativa al padre, oltre all'anno della morte e lo stile architettonico adottato, ha portato alla sua identificazione con Jean Cotereel, il costruttore di Saint-Prex e della cattedrale di Losanna.
I documenti d'archivio savoiardi attestano che il padre di James, Master John, era un maestro muratore che lavorava ai castelli in Savoia durante la metà del XIII secolo: su uno di essi lavorò per la prima volta James, a Yverdon-les-Bains.
Il nome "Saint George", acquisito in seguito al suo trasferimento in Inghilterra, è ritenuto un riferimento al castello di Saint-Georges-d'Espéranche, situato a sud-est di Lione nella regione di Vienne. Il primo riferimento a questo nome è Magistri Jacobi Di Sancto Georgio l'8 novembre 1280, due anni dopo il suo arrivo in Inghilterra. Il suo protettore, re Edoardo I, lo incontrò probabilmente mentre tornando dalla Crociata visitava la Savoia nel 1273: era il 25 giugno di quell'anno quando Edoardo visitò Saint-Georges-d'Espéranche affinché il suo pronipote, Filippo I, conte di Savoia, gli rendesse omaggio in adempimento di un precedente accordo del 1240 sui pedaggi alpini.

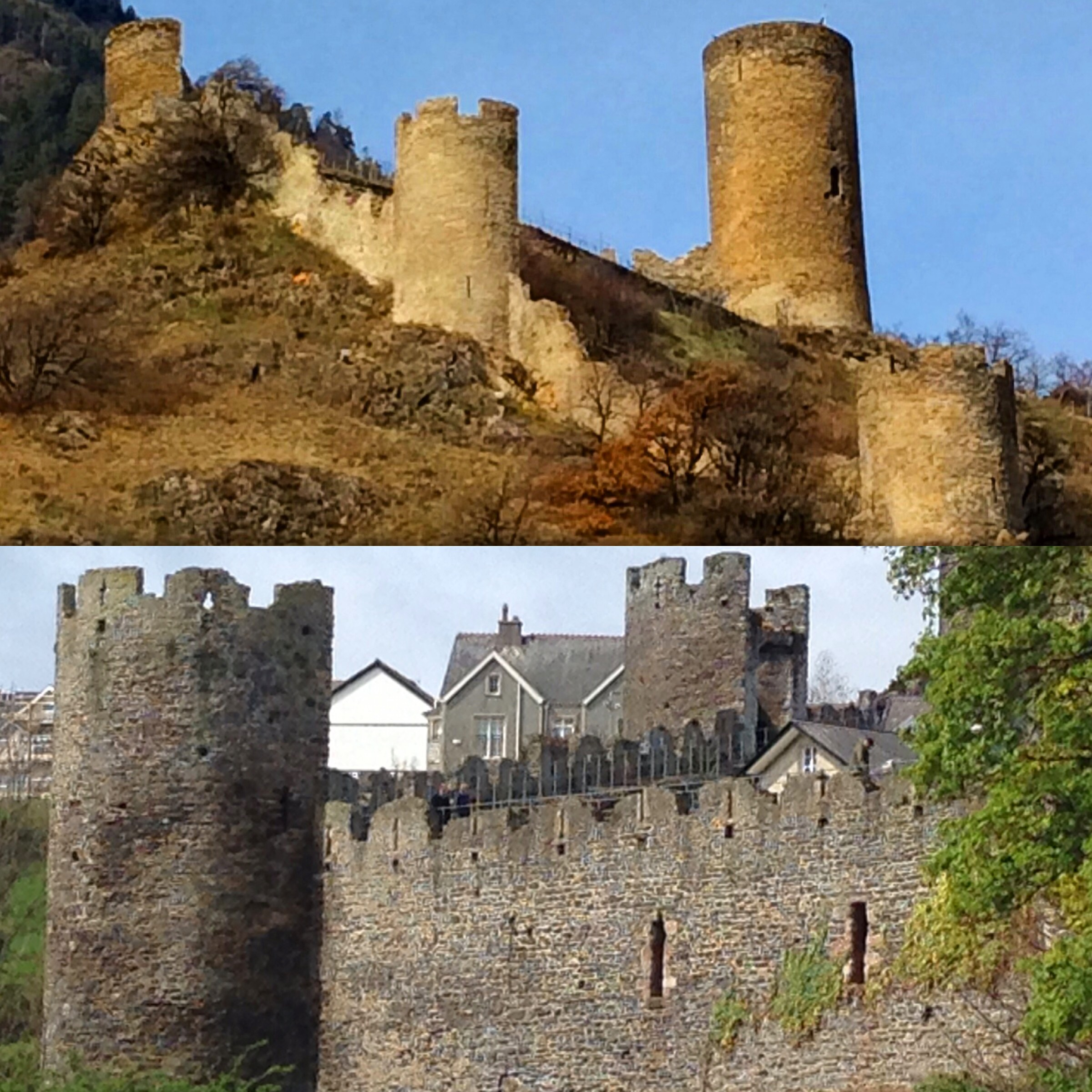
Confronto tra le mura cittadine di Saillon e Conwy.

Lo storico e autore AJ Taylor ha scoperto ciò che per secoli era stato un mistero, le origini savoiarde di James, ovvero che Jacques de Saint-Georges e il maestro Giacomo di San Giorgio erano la stessa persona. Taylor viaggiò dal Galles alla Savoia notando per la prima volta le origini delle opere gallesi in Savoia. Taylor citò i guardaroba al castello di La Bâtiaz, le finestre del Castello di Chillon insieme alle mura di Saillon come esempio.

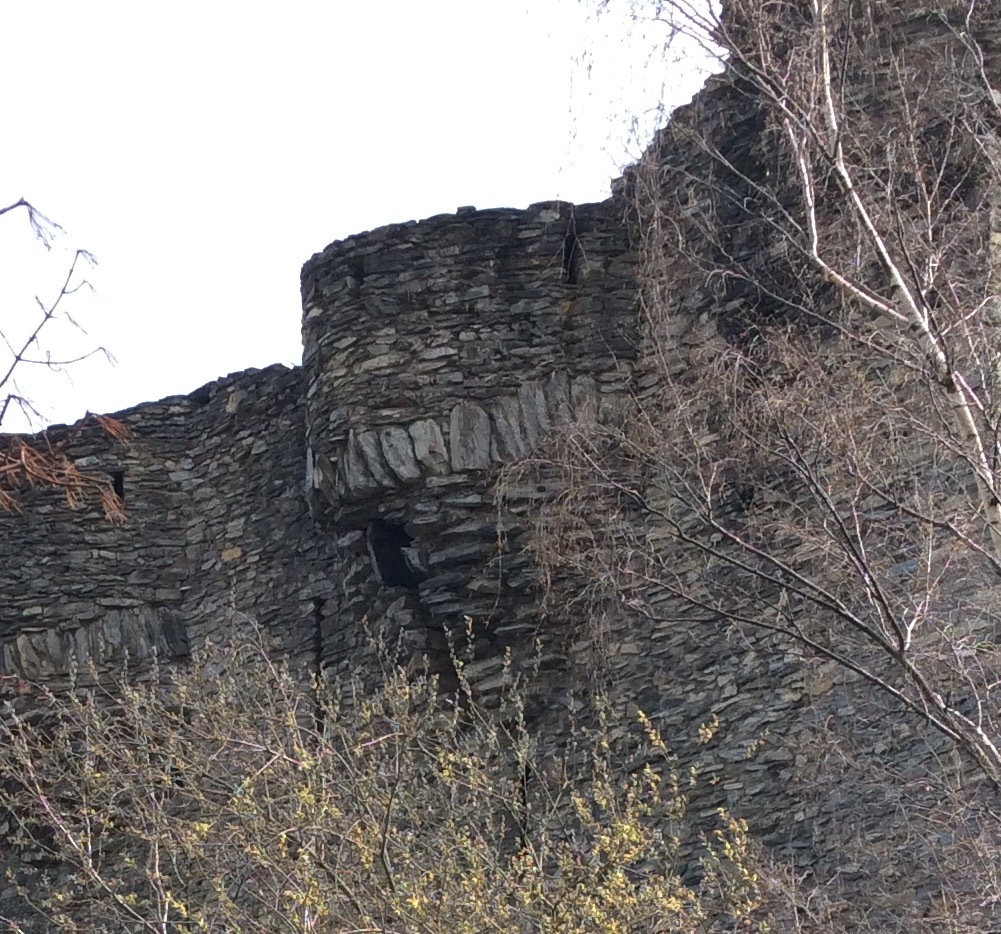
Servizi igienici del castello a La Bâtiaz.

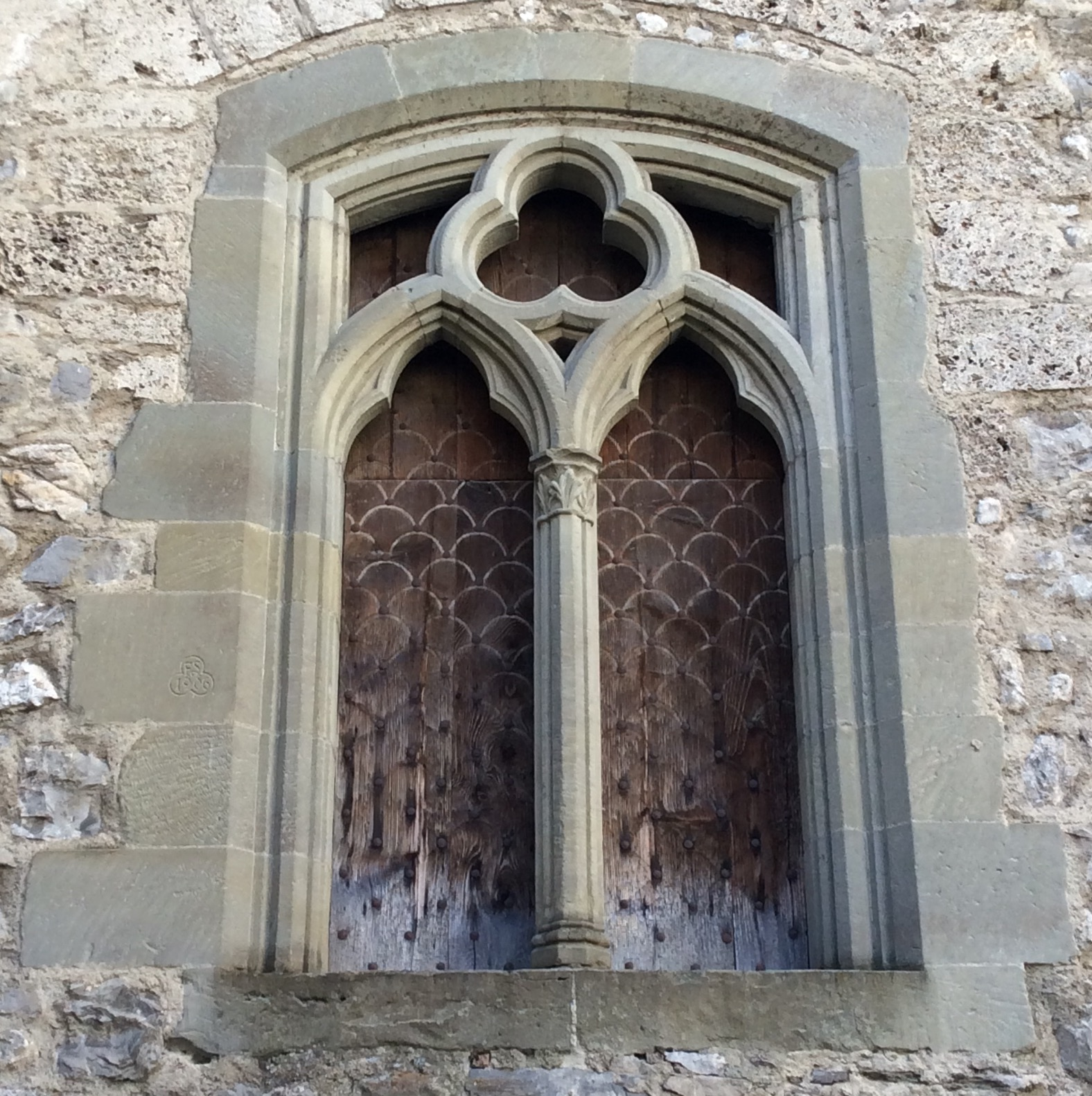
Le finestre del castello di Chillon corrispondono per dimensioni a quelle del castello di Harlech.

Progettò i castelli costruiti per Filippo I, conte di Savoia nella regione di Vienne tra il 1270 e il 1275 a Saint-Georges-d'Espéranche, a La Côte-Saint-André, a Voiron e a Saint-Laurent-du-Pont. È molto probabile che la costruzione simultanea di questi castelli, tre a torre rotonda e uno a torre ottagonale, abbia influenzato la decisione di Edward di assumerlo per costruire i castelli nel Galles settentrionale. Forse la sua ultima opera in Savoia fu a Châtel-Argent in Valle d'Aosta nell'estate del 1275.

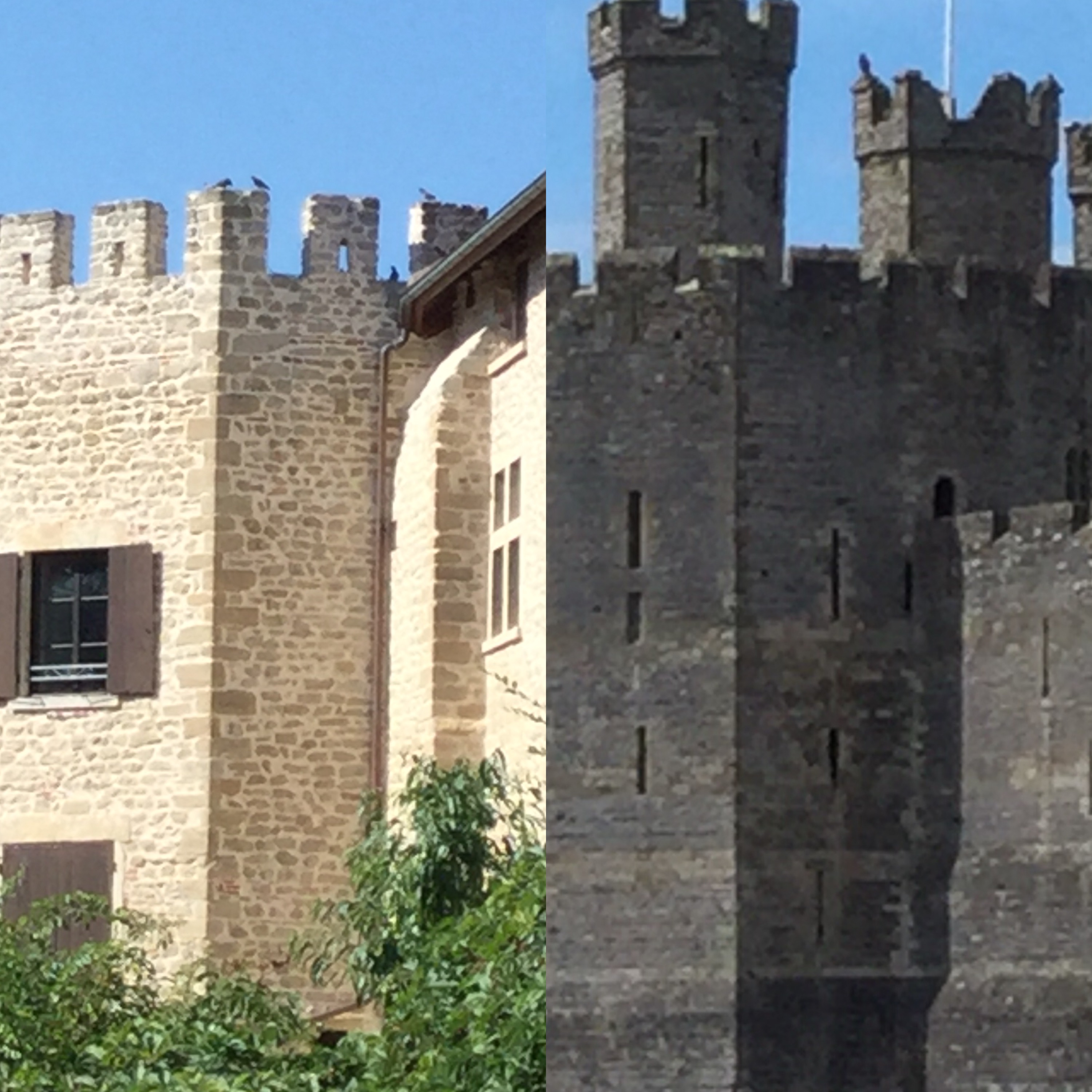
St-Georges rispetto a Caernarfon.

I primi riferimenti nei documenti inglesi di James si trovano nell'aprile 1278 quando lo descrivono come «eunti in partibus Wallie ad ordinandum opera castrorum» tradotto come «andato in Galles per mettere in ordine le opere dei castelli», cioè il massone incaricato della progettazione, direzione tecnica e gestione dei lavori in corso in Galles. Viene registrato come in viaggio in Galles, «visitandum castra de Flint et Rothelan». In quel momento venivano costruiti quattro nuovi castelli: Flint, Rhuddlan, Builth e Aberystwyth. Lo storico AJ Taylor registra che dal 1277 al 1280 il suo lavoro principale fu quello di supervisionare la costruzione del Castello di Rhuddlan e la canalizzazione del fiume Clwyd prima di dedicarsi a Flint. Il castello di Flint è simile, nel concetto, a quello costruito da Master James in precedenza a Yverdon-les-Bains

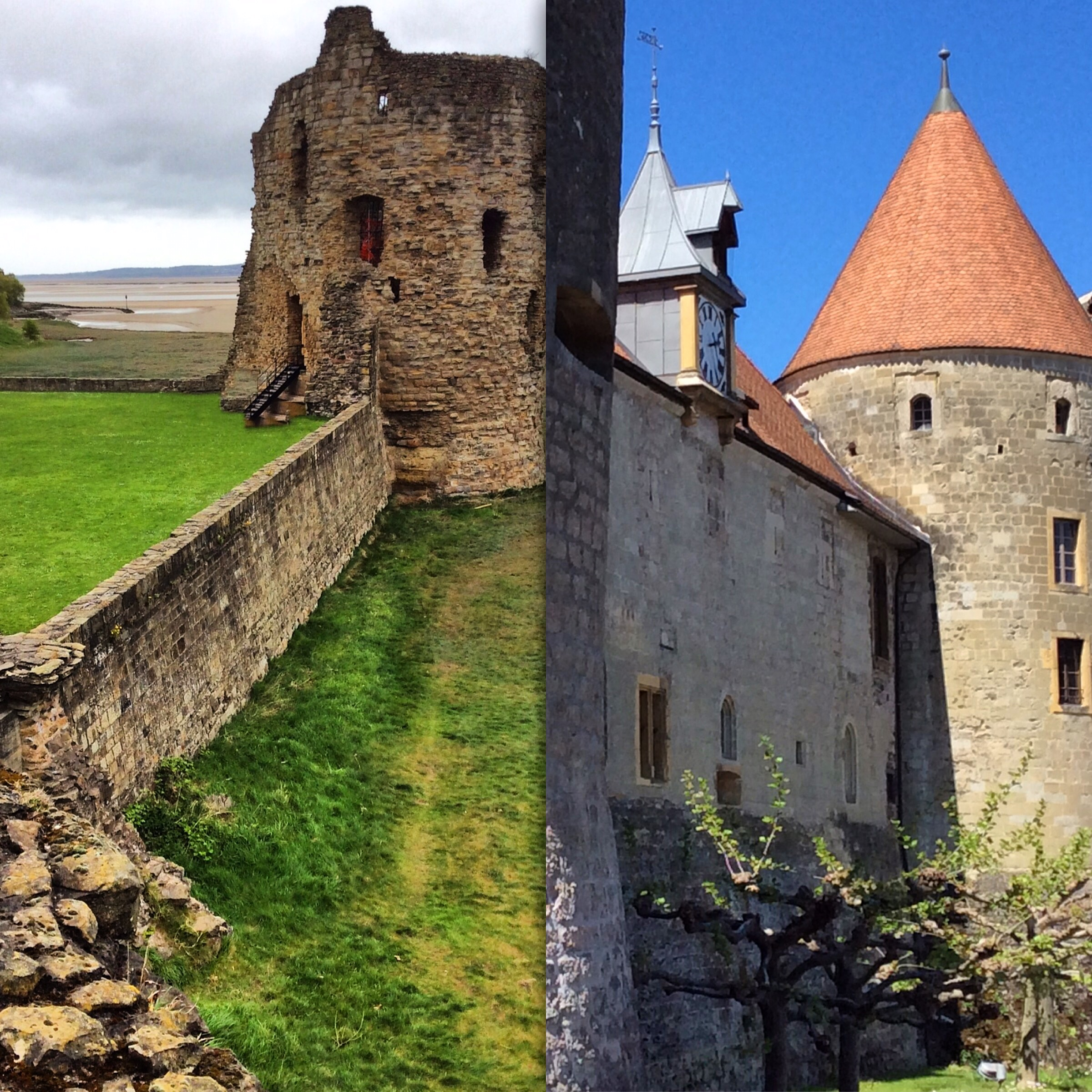
Il castello di Flint nel Galles del Nord rispetto al Castello di Yverdon sul lago di Neuchatel.

Intorno al 1285 venne nominato Master of the Royal Works in Galles (Magistro Jacobo de sancto Georgio, Magistro operacionum Regis in Wallia), con un salario di 3 scellini al giorno. Questa nomina gli diede il controllo della costruzione, in tutti i suoi aspetti, dei castelli a Conwy, Caernarfon e Harlech.
Il castello di Harlech, iniziato nel 1283, fu completato nel 1289. Il 3 luglio 1290, James fu nominato Constable del Castello di Harlech, succedendo a John de Bonvillars che era morto nell'agosto 1287. Ricoprì questa carica fino al 14 dicembre 1293.
Il suo ultimo castello gallese fu quello di Beaumaris, la cui costruzione iniziò nell'aprile del 1295. Descritto dallo storico Marc Morris come «il castello più perfettamente concepito» di Master James, rimase incompiuto alla sua morte nel 1309.
James era entrato alle dipendenze di re Edoardo I, in Scozia, probabilmente intorno al settembre 1298. Nel febbraio 1302, fu nominato a sovrintendere alle nuove difese del Palazzo di Linlithgow. Aveva anche lavorato a Stirling durante l'assedio del 1304.